# Wspólna Reprezentacja Niemiec na Zimowych Igrzyskach Olimpijskich 1964
Niemcy na Zimowych Igrzyskach Olimpijskich 1964 reprezentowało 96 zawodników: 73 mężczyzn i 23 kobiety. W reprezentacji byli zawodnicy z obu istniejących w tym okresie państw niemieckich tj. NRD jak i RFN. Był to siódmy start reprezentacji Niemiec na zimowych igrzyskach olimpijskich.

## Zdobyte medale
| Medal  | Zawodnik                           | Dyscyplina            | Konkurencja            | Rezultat    |
| ------ | ---------------------------------- | --------------------- | ---------------------- | ----------- |
| Złoto  | Manfred Schnelldorfer              | Łyżwiarstwo figurowe  | Soliści                | 1916,9 pkt  |
| Złoto  | Thomas Köhler                      | Saneczkarstwo         | jedynki mężczyzn       | 3:26,77 min |
| Złoto  | Ortrun Enderlein                   | Saneczkarstwo         | jedynki kobiet         | 3:24,67 min |
| Srebro | Marika Kilius, Hans-Jürgen Bäumler | Łyżwiarstwo figurowe  | Pary sportowe          | 103,6 pkt   |
| Srebro | Klaus Bonsack                      | Saneczkarstwo         | jedynki mężczyzn       | 3:27,04 min |
| Srebro | Ilse Geisler                       | Saneczkarstwo         | jedynki kobiet         | 3:27,42 min |
| Brąz   | Georg Thoma                        | Kombinacja norweska   | indywidualnie          | 452,88 pkt  |
| Brąz   | Wolfgang Bartels                   | Narciarstwo alpejskie | bieg zjazdowy mężczyzn | 2:19,48 min |
| Brąz   | Hans Plenk                         | Saneczkarstwo         | jedynki mężczyzn       | 3:30,15 min |

## Skład kadry

### Biathlon
Mężczyźni
| Zawodnik            | Konkurencja   | czas biegu | Kary  | Łączny czas | Pozycja |
| ------------------- | ------------- | ---------- | ----- | ----------- | ------- |
| Hans-Dieter Riechel | Bieg na 20 km | 1:28:30,9  | 6:00  | 1:34:30,9   | 21.     |
| Egon Schnabel       | Bieg na 20 km | 1:30:53,0  | 4:00  | 1:34:53,0   | 24.     |
| Helmut Klöpsch      | Bieg na 20 km | 1:32:08,5  | 6:00  | 1:38:08,5   | 31.     |
| Dieter Ritter       | Bieg na 20 km | 1:22:51,4  | 16:00 | 1:38:51,4   | 33.     |

### Biegi narciarskie
Mężczyźni
| Zawodnik                                             | Konkurencja        | czas               | Pozycja            |
| ---------------------------------------------------- | ------------------ | ------------------ | ------------------ |
| Walter Demel                                         | Bieg na 15 km      | 54:37,0            | 22.                |
| Enno Röder                                           | Bieg na 15 km      | 54:52,8            | 24.                |
| Helmut Weidlich                                      | Bieg na 15 km      | 56:04,6            | 36.                |
| Karl Buhl                                            | Bieg na 15 km      | 57:10,2            | 44.                |
| Walter Demel                                         | Bieg na 30 km      | 1:33:10,2          | 10.                |
| Heinz Seidel                                         | Bieg na 30 km      | 1:40:01,0          | 29.                |
| Rudolf Dannhauer                                     | Bieg na 30 km      | 1:40:35,7          | 32.                |
| Alfons Dorner                                        | Bieg na 30 km      | 1:41:09,5          | 34.                |
| Siegfried Weiß                                       | Bieg na 50 km      | 3:00:43,0          | 24.                |
| Herbert Steinbeißer                                  | Bieg na 50 km      | 3:06:52,2          | 30.                |
| Rudolf Dannhauer                                     | Bieg na 50 km      | Nie ukończył biegu | Nie ukończył biegu |
| Heinz Seidel Helmut Weidlich Enno Röder Walter Demel | Sztafeta 4 × 10 km | 2:26:34,4          | 7.                 |

Kobiety
| Zawodnik                                                   | Konkurencja       | czas      | Pozycja |
| ---------------------------------------------------------- | ----------------- | --------- | ------- |
| Rita Czech-Blasl                                           | Bieg na 5 km      | 19:09,1   | 12.     |
| Renate Dannhauer-Borges                                    | Bieg na 5 km      | 19:17,0   | 15.     |
| Christine Nestler                                          | Bieg na 5 km      | 19:21,4   | 17.     |
| Elfriede Spiegelhauer-Uhlig                                | Bieg na 5 km      | 19:52,3   | 19.     |
| Christine Nestler                                          | Bieg na 10 km     | 43:38,2   | 13.     |
| Renate Dannhauer-Borges                                    | Bieg na 10 km     | 43:52,7   | 14.     |
| Rita Czech-Blasl                                           | Bieg na 10 km     | 44:07,8   | 15.     |
| Elfriede Spiegelhauer-Uhlig                                | Bieg na 10 km     | 44:08,8   | 16.     |
| Christine Nestler Rita Czech-Blasl Renate Dannhauer-Borges | Sztafeta 3 × 5 km | 1:04:29,9 | 4.      |

### Bobsleje
Mężczyźni
| Osada | Zawodnik                                                   | Konkurencja | Ślizg 1 | Ślizg 2 | Ślizg 3 | Ślizg 4 | Łącznie | Pozycja |
| ----- | ---------------------------------------------------------- | ----------- | ------- | ------- | ------- | ------- | ------- | ------- |
| GER-1 | Franz Wörmann Hubert Braun                                 | Dwójki      | 1:06,87 | 1:06,42 | 1:05,17 | 1:06,24 | 4:24,70 | 6.      |
| GER-2 | Hans Maurer Rupert Grasegger                               | Dwójki      | 1:06,72 | 1:07,76 | 1:06,92 | 1:08,37 | 4:29,77 | 14.     |
| GER-1 | Franz Schelle Ludwig Siebert Josef Sterff Otto Göbl        | Czwórki     | 1:04,21 | 1:03,50 | 1:04,15 | 1:04,33 | 4:16,19 | 5.      |
| GER-2 | Franz Wörmann Anton Wackerle Rupert Grasegger Hubert Braun | Czwórki     | 1:04,47 | 1:04,42 | 1:05,25 | 1:04,54 | 4:18,68 | 9.      |

### Hokej na lodzie
Reprezentacja mężczyzn
| - Paul Ambros - Bernd Herzig - Michael Hobelsberger - Ernst Köpf - Albert Loibl - Sepp Reif - Otto Schneitberger - Georg Scholz - Siegfried Schubert |  | - Dieter Schwimmbeck - Ernst Trautwein - Leonhard Waitl - Helmut Zanghellini - Kurt Sepp - Ulli Jansen - Horst Schuldes - Sylvester Wackerle |

Reprezentacja Niemiec w rundzie eliminacyjnej pokonała reprezentację Polski i awansowała do grupy finałowej, w której zajęła 7. miejsce.
| 28 stycznia 1964 | Niemcy | 2:1 | Polska | Eisstadion |

| Godzina: 18:00 |  | (0:1, 1:0, 1:0) |  |  |

### Tabela końcowa

#### Grupa finałowa
| Drużyna           | M | Mecze | Mecze | Mecze | Bramki | Bramki | Bramki | Pkt | Uwagi |
| Drużyna           | M | W     | R     | P     | +      | -      | +/-    | Pkt | Uwagi |
| ----------------- | - | ----- | ----- | ----- | ------ | ------ | ------ | --- | ----- |
| ZSRR              | 7 | 7     | 0     | 0     | 54     | 10     | +44    | 14  |       |
| Szwecja           | 7 | 5     | 0     | 2     | 47     | 16     | +31    | 10  |       |
| Czechosłowacja    | 7 | 5     | 0     | 2     | 38     | 19     | +19    | 10  |       |
| Kanada            | 7 | 5     | 0     | 2     | 32     | 17     | +15    | 10  |       |
| Stany Zjednoczone | 7 | 2     | 0     | 5     | 29     | 33     | -4     | 4   |       |
| Finlandia         | 7 | 2     | 0     | 5     | 10     | 31     | -21    | 4   |       |
| Niemcy            | 7 | 2     | 0     | 5     | 13     | 49     | -36    | 4   |       |
| Szwajcaria        | 7 | 0     | 0     | 7     | 9      | 57     | -48    | 0   |       |

Wyniki
| 29 stycznia 1964 | Czechosłowacja | 11:1 | Niemcy | Eisstadion |

| Godzina: 16:00 |

| 31 stycznia 1964 | Stany Zjednoczone | 8:0 | Niemcy | Messehalle |

| Godzina: 17:00 |

| 2 lutego 1964 | Kanada | 4:2 | Niemcy | Eisstadion |

| Godzina: 13:00 |

| 4 lutego 1964 | Szwecja | 10:2 | Niemcy | Eisstadion |

| Godzina: 20:30 |

| 5 lutego 1964 | ZSRR | 10:0 | Niemcy | Eisstadion |

| Godzina: 17:00 |

| 7 lutego 1964 | Szwajcaria | 5:6 | Niemcy | Eisstadion |

| Godzina: 10:00 |

| 8 lutego 1964 | Finlandia | 1:2 | Niemcy | Eisstadion |

| Godzina: 10:00 |

### Kombinacja norweska
Mężczyźni
| Zawodnik         | Konkurencja   | Bieg narciarski | Bieg narciarski | Bieg narciarski | Skoki narciarskie | Skoki narciarskie | Skoki narciarskie | Skoki narciarskie | Skoki narciarskie | Skoki narciarskie | Skoki narciarskie | Skoki narciarskie | Łącznie | Pozycja |
| Zawodnik         | Konkurencja   | Czas biegu      | Pozycja         | Punkty          | Skok 1            | Nota              | Skok 2            | Nota              | Skok 3            | Nota              | Punkty            | Pozycja           | Łącznie | Pozycja |
| ---------------- | ------------- | --------------- | --------------- | --------------- | ----------------- | ----------------- | ----------------- | ----------------- | ----------------- | ----------------- | ----------------- | ----------------- | ------- | ------- |
| Georg Thoma      | Indywidualnie | 52:31,2         | 10.             | 211,78          | 73,0              | 122,0             | 71,0              | 119,1             | 66,0              | 112,7             | 241,10            | 1.                | 452,88  | brąz    |
| Rainer Dietel    | Indywidualnie | 54:07,3         | 15.             | 193,34          | 72,0              | 114,5             | 67,5              | 109,3             | 65,5              | 108,3             | 223.8             | 6.                | 417,14  | 9.      |
| Roland Weißpflog | Indywidualnie | 56:18,2         | 23.             | 169,30          | 62,0              | 101,3             | 71,0              | 117,1             | 68,0              | 115,3             | 232,4             | 4.                | 401,70  | 16.     |
| Horst Möhwald    | Indywidualnie | 52:56,2         | 11.             | 206,98          | 65,5              | 97,0              | 64,0              | 89,4              | 61,0              | 92,2              | 189,2             | 23.               | 396,18  | 17.     |

### Łyżwiarstwo figurowe
| Zawodnik                              | Konkurencja   | Nota   | Pozycja |
| ------------------------------------- | ------------- | ------ | ------- |
| Inge Paul                             | Solistki      | 1720,3 | 14.     |
| Gabriele Seyfert                      | Solistki      | 1685,1 | 19.     |
| Uschi Keßler                          | Solistki      | 1642,3 | 24.     |
| Manfred Schnelldorfer                 | Soliści       | 1916,9 | złoto   |
| Ralph Borghard                        | Soliści       | 1742,2 | 11.     |
| Sepp Schönmetzler                     | Soliści       | 1743,1 | 12.     |
| Marika Kilius Hans-Jürgen Bäumler     | Pary sportowe | 103,6  | srebro  |
| Brigitte Wokoeck Heinz-Ulrich Walther | Pary sportowe | 88,8   | 11.     |
| Margit Senf Peter Göbel               | Pary sportowe | 87,9   | 13.     |

### Łyżwiarstwo szybkie
Mężczyźni
| Zawodnik        | Konkurencja   | Konkurencja   | Konkurencja    | Konkurencja    | Konkurencja    | Konkurencja    | Konkurencja      | Konkurencja      |
| Zawodnik        | Bieg na 500 m | Bieg na 500 m | Bieg na 1500 m | Bieg na 1500 m | Bieg na 5000 m | Bieg na 5000 m | Bieg na 10 000 m | Bieg na 10 000 m |
| Zawodnik        | Czas          | Miejsce       | Czas           | Miejsce        | Czas           | Miejsce        | Czas             | Miejsce          |
| --------------- | ------------- | ------------- | -------------- | -------------- | -------------- | -------------- | ---------------- | ---------------- |
| Helmut Kuhnert  | 41,8          | 16.           |                |                |                |                |                  |                  |
| Herbert Höfl    | 42,3          | 24.           | 2:16,8         | 26.            |                |                |                  |                  |
| Günther Tilch   | 42,3          | 24.           |                |                |                |                |                  |                  |
| Günter Traub    | 43,4          | 33.           | 2:15,3         | 17.            | 7:53,9         | 11.            | 16:58,4          | 19.              |
| Gerd Zimmermann |               |               | 2:17,1         | 29.            | 7:56,8         | 13.            | 16:22,5          | 7.               |
| Jürgen Schmidt  |               |               | 2:20,0         | 39.            | 8:36,6         | 39.            |                  |                  |
| Jürgen Traub    |               |               |                |                |                |                | 17:08,9          | 21.              |

Kobiety
| Zawodnik          | Konkurencja   | Konkurencja   | Konkurencja    | Konkurencja    | Konkurencja    | Konkurencja    | Konkurencja    | Konkurencja    |
| Zawodnik          | Bieg na 500 m | Bieg na 500 m | Bieg na 1000 m | Bieg na 1000 m | Bieg na 1500 m | Bieg na 1500 m | Bieg na 3000 m | Bieg na 3000 m |
| Zawodnik          | Czas          | Miejsce       | Czas           | Miejsce        | Czas           | Miejsce        | Czas           | Miejsce        |
| ----------------- | ------------- | ------------- | -------------- | -------------- | -------------- | -------------- | -------------- | -------------- |
| Helga Haase       | 47,2          | 8.            | 1:35,7         | 4.             | 2:28,6         | 5.             |                |                |
| Brigitte Reichert | 49,8          | 21.           | 1:44,9         | 25.            |                |                |                |                |
| Sigrit Behrenz    | 50,9          | 25.           |                |                |                |                |                |                |
| Erika Heinicke    |               |               | 1:43,2         | 23.            | 2:40,4         | 28.            | 5:56,0         | 28.            |
| Inge Lieckfeldt   |               |               |                |                | 2:36,2         | 21.            | 5:42,7         | 21.            |
| Rita Blankenburg  |               |               |                |                |                |                | 5:40,8         | 17.            |

### Narciarstwo alpejskie
Mężczyźni
| Zawodnik           | Konkurencja | Konkurencja | Konkurencja            | Konkurencja            | Konkurencja         | Konkurencja         | Konkurencja      | Konkurencja      |
| Zawodnik           | Zjazd       | Zjazd       | Slalom gigant          | Slalom gigant          | Slalom specjalny    | Slalom specjalny    | Slalom specjalny | Slalom specjalny |
| Zawodnik           | Czas        | Pozycja     | Czas                   | Pozycje                | Czas 1-go przejazdu | Czas 2-go przejazdu | Czas łączny      | Pozycja          |
| ------------------ | ----------- | ----------- | ---------------------- | ---------------------- | ------------------- | ------------------- | ---------------- | ---------------- |
| Wolfgang Bartels   | 2:19,48     | brąz        | Nie ukończył przejazdu | Nie ukończył przejazdu | 1:13,83             | 1:02,09             | 2:15,92          | 9.               |
| Ludwig Leitner     | 2:19,67     | 5.          | 1:50,04                | 8.                     | 1:17,19             | 1:01,75             | 2:12,94          | 5.               |
| Willy Bogner       | 2:20,72     | 9.          | Dyskwalifikacja        | Dyskwalifikacja        |                     |                     |                  |                  |
| Fritz Wagnerberger | 2:21,03     | 12.         |                        |                        |                     |                     |                  |                  |
| Eberhard Riedel    |             |             | 1:54,17                | 15.                    | 1:13,57             | 1:05,28             | 2:18,85          | 18.              |
| Ernst Scherzer     |             |             |                        |                        | 1:14,67             | 1:03,43             | 2:18,10          | 13.              |

Kobiety
| Zawodniczka       | Konkurencja | Konkurencja | Konkurencja     | Konkurencja     | Konkurencja         | Konkurencja               | Konkurencja               | Konkurencja               |
| Zawodniczka       | Zjazd       | Zjazd       | Slalom gigant   | Slalom gigant   | Slalom specjalny    | Slalom specjalny          | Slalom specjalny          | Slalom specjalny          |
| Zawodniczka       | Czas        | Pozycja     | Czas            | Pozycja         | Czas 1-go przejazdu | Czas 2-go przejazdu       | Czas łączny               | Pozycja                   |
| ----------------- | ----------- | ----------- | --------------- | --------------- | ------------------- | ------------------------- | ------------------------- | ------------------------- |
| Heidi Biebl       | 1:57,87     | 4.          | Dyskwalifikacja | Dyskwalifikacja | 44,61               | 49,43                     | 1:34,04                   | 4.                        |
| Barbi Henneberger | 1:58,03     | 5.          | 1:54,26         | 7.              | 47,41               | 50,14                     | 1:37,55                   | 10.                       |
| Burgl Färbinger   | 2:01,23     | 12.         | 1:58,84         | 18.             | dyskwalifikacja     | Nie ukończyła konkurencji | Nie ukończyła konkurencji | Nie ukończyła konkurencji |
| Heidi Mittermaier | 2:03,05     | 23.         | 2:00,77         | 22.             | 47,17               | 50,38                     | 1:37,55                   | 10.                       |

### Saneczkarstwo
Mężczyźni
| Zawodnik                            | Konkurencja | Ślizg 1                  | Ślizg 2                  | Ślizg 3                  | Ślizg 4                  | Łącznie                  | Pozycja                  |
| ----------------------------------- | ----------- | ------------------------ | ------------------------ | ------------------------ | ------------------------ | ------------------------ | ------------------------ |
| Thomas Köhler                       | Jedynki     | 51,27                    | 51,53                    | 51,50                    | 52,47                    | 3:26,77                  | złoto                    |
| Klaus Bonsack                       | Jedynki     | 51,61                    | 51,33                    | 51,68                    | 52,42                    | 3:27,04                  | srebro                   |
| Hans Plenk                          | Jedynki     | 52,12                    | 52,25                    | 52,31                    | 53,47                    | 3:30,15                  | brąz                     |
| Fritz Nachmann                      | Jedynki     | Nie ukończył konkurencji | Nie ukończył konkurencji | Nie ukończył konkurencji | Nie ukończył konkurencji | Nie ukończył konkurencji | Nie ukończył konkurencji |
| Walter Eggert Helmut Vollprecht     | Dwójki      | 51,27                    | 51,81                    |                          |                          | 1:43,08                  | 4.                       |
| Thomas Köhler Klaus-Michael Bonsack | Dwójki      | Nie stanęli na starcie   | Nie stanęli na starcie   | Nie stanęli na starcie   | Nie stanęli na starcie   | Nie stanęli na starcie   | Nie stanęli na starcie   |

Kobiety
| Zawodnik         | Konkurencja | Ślizg 1 | Ślizg 2 | Ślizg 3 | Ślizg 4 | Łącznie | Pozycja |
| ---------------- | ----------- | ------- | ------- | ------- | ------- | ------- | ------- |
| Ortrun Enderlein | Jedynki     | 51,13   | 51,12   | 50,87   | 51,55   | 3:24,67 | złoto   |
| Ilse Geisler     | Jedynki     | 51,28   | 51,48   | 51,20   | 53,46   | 3:27,42 | srebro  |
| Minna Blüml      | Jedynki     | 56,87   | 53,80   | 52,33   | 53,32   | 3:36,32 | 10.     |

### Skoki narciarskie
Mężczyźni
| Konkurencja       | Skoczek          | Skok 1    | Skok 1 | Skok 2    | Skok 2 | Skok 3    | Skok 3 | Nota   | Pozycja |
| Konkurencja       | Skoczek          | odległość | Nota   | odległość | Nota   | odległość | Nota   | Nota   | Pozycja |
| ----------------- | ---------------- | --------- | ------ | --------- | ------ | --------- | ------ | ------ | ------- |
| Skocznia normalna | Dieter Neuendorf | 78,5      | 109,3  | 77,0      | 105,4  | 75,0      | 102,8  | 214,7  | 5.      |
| Skocznia normalna | Helmut Recknagel | 75,5      | 101,3  | 77,0      | 105,4  | 75,5      | 105,0  | 210,4  | 6.      |
| Skocznia normalna | Karl-Heinz Munk  | 77,0      | 104,9  | 75,0      | 102,1  | 74,0      | 100,4  | 207,0  | 9.      |
| Skocznia normalna | Max Bolkart      | 69,5      | 92,7   | 72,5      | 98,1   | 70,0      | 93,4   | 191,5  | 37.     |
| Skocznia duża     | Dieter Bokeloh   | 92,0      | 108,1  | 83,0      | 99,5   | 83,5      | 106,5  | 214,6  | 4.      |
| Skocznia duża     | Helmut Recknagel | 89,0      | 107,0  | 86,5      | 105,8  | 78,0      | 98,2   | 212,8  | 7.      |
| Skocznia duża     | Dieter Neuendorf | 92,5      | 109,8  | 84,5      | 102,8  | 83,0      | 101,8  | 212,60 | 8.      |
| Skocznia duża     | Karl-Heinz Munk  | 91,5      | 74,4   | 87,0      | 104,5  | 80,0      | 96,1   | 200,6  | 21.     |